# André Brink

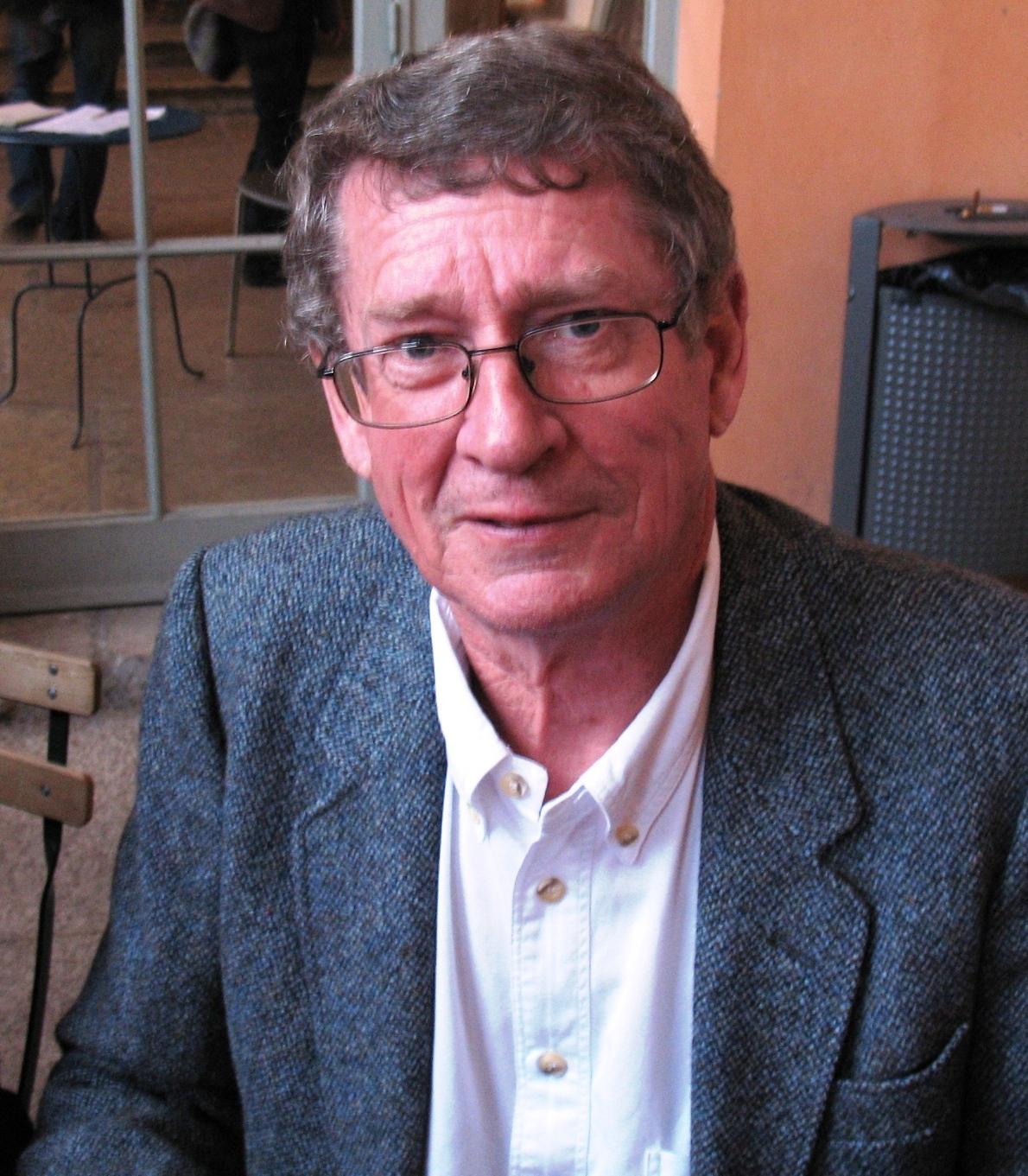
André Brink

André Philippus Brink (Vrede, 29 mei 1935 – 6 februari 2015) was een Zuid-Afrikaans schrijver. Hij schreef in het Afrikaans en het Engels en was professor Engels aan de universiteit van Kaapstad. Tussen 1961 en 1990 doceerde hij aan de Rhodes-universiteit in Grahamstad (Oost-Kaap).

## Levensloop
In de jaren zestig was hij samen met Breyten Breytenbach een sleutelfiguur in de Afrikaanse literaire beweging die bekend werd onder de naam "de Zestigers". De tot deze beweging behorende schrijvers gebruikten het Afrikaans als taal om te ageren tegen de apartheid in Zuid-Afrika.
Hij woonde enkele jaren in Parijs. Sommige van zijn werken zijn deels op dit verblijf gebaseerd, zoals Die ambassadeur.
Sommige boeken van André Brink werden door het apartheidsregime gecensureerd. Dientengevolge heeft Brink zijn eigen uitgeverij opgericht onder de naam Taurus, welke uitgeverij de boeken direct naar de lezers stuurde. De bekendste roman van André Brink is waarschijnlijk 'n Droë wit seisoen/A Dry White Season, doordat het boek is verfilmd (als A Dry White Season).
In het begin van Brinks schrijverschap hadden de boeken nog nauwelijks te maken met de politiek van de apartheid. Vanaf Kennis van die aand - het eerste Afrikaanse literaire werk dat verboden werd - wordt de apartheid zijn voornaamste onderwerp. Dit verbod bracht hem ertoe om zijn romans ook in het Engels te gaan schrijven. Zijn recentere werk geldt als postkoloniaal.
André Brink heeft driemaal de belangrijkste Zuid-Afrikaanse literatuurprijs gewonnen, de CNA Award. Voorts is hij twee maal genomineerd voor de Booker Prize, te weten in 1976 en 1978. In 1980 ontving hij de Martin Luther King Prize en in Frankrijk de Prix Médicis Étranger. In 2003 werd hem de Alan Paton Award toegekend voor zijn boek The Other Side of Silence.
Brink interesseerde zich voor de Nederlandstalige literatuur. Hij schreef onder meer inleidingen bij het werk van Simon Vestdijk, Top Naeff en Hugo Claus.
Op vrijdagavond 6 februari 2015 overleed hij tijdens een KLM-vlucht van Amsterdam naar Kaapstad. Hij was op weg vanuit België waar hij een eredoctoraat van de Université catholique de Louvain had ontvangen.

## Werk

### Vertalingen in het Nederlands
- André Brink: Appassionata. Vertaling door Rob van der Veer. Amsterdam, Meulenhoff, 2010. ISBN 978-90-290-8227-3
- André Brink: Tweesprong. Zuid-Afrikaanse memoires. Vert. door Rob van der Veer. Amsterdam, Meulenhoff, 2009. ISBN 978-90-290-8369-0
- André Brink: Spiegel. Vert. door Rob van der Veer. Amsterdam, Meulenhoff, 2008. ISBN 978-90-290-8226-6
- André Brink: De bidsprinkhaan. Een waar verhaal. Vert. door Rob van der Veer. Amsterdam, Meulenhoff, 2007. 3e druk: ISBN 90-290-7760-3
- André Brink: De blauwe deur. Vert. door Marian Lameris en Rob van der Veer. Amsterdam, Meulenhoff, 2007. ISBN 978-90-290-8037-8
- André Brink: De andere kant van de stilte. Vert. door Rob van der Veer. Amsterdam, Meulenhoff, 2003. ISBN
- André Brink: Donkermaan. Vert. door Anneke Goddijn en Rob van der Veer. Amsterdam, Meulenhoff, 2001. ISBN 90-290-6884-1
- André Brink: Herontdekking van een continent. Essays. Vert. door Jos den Bekker et al. Amsterdam, Meulenhoff, 1999. ISBN 90-290-5857-9
- André Brink: De Duivelsvallei. Vert. door Rob van der Veer. Amsterdam, Meulenhoff, 1999. ISBN 90-290-5856-0
- André Brink: Zandkastelen. Vert. door Rob van der Veer. Amsterdam, Meulenhoff, 1996. ISBN 90-290-5007-1
- André Brink: Integendeel!. Vert. door Rob van der Veer. Amsterdam, Meulenhoff, 1994. ISBN 90-290-4927-8
- André Brink: Het eerste leven van Adamastor. Vert. Rob van der Veer. Amsterdam, Meulenhoff, 1993. ISBN 90-290-9868-6
- André Brink: De scherpe randen van het mozaïek. De veranderende rol van de schrijver in het nieuwe Zuid-Afrika. Vert. & interview: Ariejan Korteweg ; co-referent en essay: Adriaan van Dis. Amsterdam, De Volkskrant, 1994. Geen ISBN
- André Brink: Noodtoestand. Vert. Rob van der Veer. Amsterdam, Meulenhoff, 1988. ISBN 90-290-3731-8
- André Brink: De ambassadeur. Vert. Rob van der Veer. Amsterdam, Meulenhoff, 1987. ISBN 90-290-2486-0
- André Brink: Een droog wit seizoen. Vert. door J. Wilten. Baarn, Anthos/In den Toren, 1980. ISBN 90-6074-530-2 (2e druk 1987: ISBN 90-6801-105-7)
- Ons geduld heeft zijn grenzen. Literatuur uit Zuid-Afrika. Samengest. door André Brink en J.M. Coetzee ; ingel. door Adriaan van Dis ; vert. door Robert Dorsman, Pieter J. Vredevoort et al. Houten, Het Wereldvenster, 1987. ISBN 90-269-4612-0
- André Brink: De muur van de pest. Vert. door Rob van der Veer. Amsterdam, Meulenhoff, 1985. ISBN 90-290-1907-7
- André Brink: Houd-den-bek. Vert. door David van het Reve. Amsterdam, Meulenhoff, 1983. ISBN 90-290-1040-1 (3e druk 1994: ISBN 90-290-4538-8)
- André Brink: Geruchten van regen. Vert. door J. Wilten. Baarn, In den Toren, 1979. ISBN 90-6074-510-8 (2e druk 1988: ISBN 90-6801-104-9)
- André Brink:  'n Ogenblik in de wind. Vert. door J. Wilten. Baarn, In den Toren, 1978. ISBN 90-6074-503-5 (5e druk 1994: ISBN 90-261-0747-1)
- André Brink: Kennis van de avond. Vert. door J. Wilten. Baarn, In den Toon, 1976. ISBN 90-6074-471-3 (3e druk 1986: ISBN 90-6801-013-1)
- André Brink: Lobola voor het leven. Vert. door Karel Maartense. Amsterdam, De Bezige Bij, 1966. Geen ISBN

### Vertalingen door André Brink
- 1962 · Reisigers na die Groot Land (Andre Dhôtel)
- 1962 · Die Wonderhande (Joseph Kessel)
- 1962 · Die Brug oor die Rivier Kwai (Pierre Boulle)
- 1962 · Nuno, de Visserseun (LN Lavolle)
- 1963 · Moderato Cantabile (Marguerite Duras)
- 1963 · Verhale uit Limousin (Léonce Bourliaguet)
- 1963 · Die Slapende Berg (Léonce Bourliaguet)
- 1963 · Land van die Farao's (Leonard Cottrell)
- 1963 · Die Bos van Kokelunde (Michel Rouzé)
- 1963 · Die Goue Kruis (Paul-Jacques Bonzon)
- 1964 · Land van die Twee Riviere (Leonard Cottrell)
- 1964 · Volke van Afrika (CM Turnbull)
- 1965 · Alice se Avonture in Wonderland (Lewis Carroll)
- 1966 · Die Mooiste Verhale uit die Arabiese Nagte
- 1966 · Die Avonture van Don Quijote (oorvertel deur J Reeves)
- 1966 · Die Vindingryke Ridder Don Quijote de la Mancha (Miguel de Cervantes)
- 1966 · Die Swerfling (Colette)
- 1966 · Ek was Cicero (Elyesa Bazna)
- 1966 · Koning Babar (Jean de Brunhoff)
- 1966 · Speurder Maigret (Georges Simenon)
- 1967 · Maigret en sy Dooie (Georges Simenon)
- 1967 · Die Eenspaaier (Ester Wier)
- 1967 · Die Mooiste Sprokies van Moeder Gans (C Perrault)
- 1967 · Die Eendstert (Graham Greene)
- 1967 · Mary Poppins in Kersieboomlaan (PL Travers)
- 1967(?) · Die Towenaar se Neef (CS Lewis)
- 1968 · Die Groot Boek oor ons Dieremaats (met ander vertalers)
- 1968 · Koning Arthur en sy Ridders van die Ronde Tafel
- 1968 · Die Kinders van Groenkop (Lucy Boston)
- 1968 · Maigret en die Lang Derm (Georges Simenon)
- 1968 · Bontnek. Die Verhaal van ŉ Duif (Dhan Gopal Mukerji)
- 1968 · Alice deur die Spieël (Lewis Carrol)
- 1968 · Die Botsende Rotse (Ian Serraillier)
- 1968 · Die Bul in die Doolhof (Ian Serraillier)
- 1968 · Die Horing van Ivoor (Ian Serraillier)
- 1968 · Die Kop van die Gorgoon (Ian Serraillier)
- 1968 · Die Draai van die Skroef (Henry James)
- 1969 · Die Gelukkige Prins en Ander Sprokies (Oscar Wilde)
- 1969 · Maigret en die Spook (Georges Simenon)
- 1969 · Die Gestewelde Kat (Charles Perrault)
- 1969 · Die Groot Golf (Pearl S Buck)
- 1969 · Die Nagtegaal (Hans Christiaan Andersen)
- 1969 · Richard III (Shakespeare)
- 1970 · Die Terroriste (Camus)
- 1971 · Eskoriaal (Michel de Ghelderode)
- 1972 · Ballerina (Nada Ćurčija-Prodanovič)
- 1973 · Jonathan Livingston Seemeeu (Richard Bach)
- 1974 · Hedda Gabler (Henrik Ibsen)
- 1974 · Die Wind in die Wilgers (Kenneth Grahame)
- 1975 · Die Tragedie van Romeo en Juliet (Shakespeare)
- 1976 · Die Seemeeu (Anton Tsjechow)
- 1978 · Die Tierbrigade (Claude Desailly)
- 1979 · Nuwe Avonture van die Tierbrigade (Claude Desailly)
- 1980 · Die Nagtegaal en die Roos (Oscar Wilde)
- 1981 · Rot op Reis (Kenneth Grahame)
- 1981 · Adam van die Pad (Elizabeth Janet Gray)
- 1983 · Klein Duimpie (Charles Perrault)
- 1987 · Die Avonture van Alice (Lewis Carroll)
- 1992 · Not All of Us (Jeanne Goosen)
- 1993 · Die Begeleidster (Nina Berberova)
- 1994 · Die Klein Prinsie (Antoine de Saint-Exupéry)
- 2007 · Black Butterflies - Selected Poems (Ingrid Jonker) (samen met Antjie Krog)